# Manuel Gausa
Manuel Gausa Navarro (Barcelona, España, 1959) es un arquitecto y crítico de arquitectura español afincado en Barcelona, articulista y autor o coautor de varias publicaciones. 

## Biografía
Se graduó como Arquitecto en 1986 en la Universidad Politécnica de Cataluña (ETSAB), obteniendo un doctorado en 2005 por la misma universidad.
En 1994 fue socio fundador de la firma Actar Arquitectura, dedicada a la arquitectura y el urbanismo. Desde 2004 funda Gausa+Raveau actarquitectura junto a Florence Raveau.
Entre 1991 y 2000 fue director de la revista Quaderns d'Arquitectura i Urbanisme, publicación del Colegio de Arquitectos de Cataluña.
Como docente, impartió clases en la ETSAB, y desde 2008 es profesor titular en la Escuela de Arquitectura de Génova.
Ha recibido diversos galardones, destacando la Medalla de la Académie de Architecture de Francia en el año 2000.